# Mass Effect: Redemption
«Искупление» (англ. Redemption) — первая серия комиксов, изданных Dark Horse Comics, действие которых происходит в фантастическом мире Mass Effect. Состоит из 4х выпусков.
События, описанные в них, являются предысторией к игре «Mass Effect 2» и повествуют о поисках Лиарой Т’Сони и дреллом Фероном коммандера Шепарда, исчезнувшего после гибели «Нормандии». Автором сценария комикса является Мак Уолтерс — ведущий сценарист «Mass Effect 2».

## Выпуски
| №             | Краткое описание | Дата выхода       |
| ------------- | --- | ----------------- |
| Redemtion #1  | После уничтожения «Нормандии» Лиара Т’Сони отправляется на поиски коммандера Шепарда на станцию «Омега», где кое-какую информацию о нём может предоставить дрелл Ферон. Сразу после встречи Лиара и Ферон понимают, что они оказались меж двух огней — Шепарда также ищет Призрак, возглавляющий радикальную организацию «Цербер», и загадочные коллекционеры, нанявшие Серого Посредника. Превью выпуска #1 на сайте Dark Horse (англ.) | 6 января 2010 г.  |
| Redemtion #2  | Превью выпуска #2 на сайте Dark Horse (англ.) | 3 февраля 2010 г. |
| Redemtion #3  | Превью выпуска #3 на сайте Dark Horse (англ.) | 3 марта 2010 г.   |
| Redemtion #4  | Превью выпуска #4 на сайте Dark Horse (англ.) | 6 апреля 2010 г.  |
| Redemtion TPB | Превью TPB на сайте Dark Horse (англ.) | 9 июня 2010 г.    |